# 100.000.000.000.000 (Cent mille milliards)
Pour plus de détails, voir Fiche technique et Distribution.
100.000.000.000.000 (Cent mille milliards) est un film français réalisé par Virgil Vernier et sorti en 2024.

## Fiche technique
- Titre : 100.000.000.000.000 (Cent mille milliards)
- Réalisation : Virgil Vernier
- Scénario : Virgil Vernier et Benjamin Klintoe
- Photographie : Jordane Chouzenoux
- Montage : Charlotte Cherici
- Musique : James Ferraro
- Décors : Marie Ward
- Costumes: Pauline Croce
- Son : Amaury Arboun et Simon Apostolou
- Sociétés de production : Petit Film et Deuxième Ligne Film
- Pays de production :  France
- Société de distribution : UFO Distribution
- Genre : Film dramatique
- Durée : 77 minutes
- Date de sortie : France - 4 décembre 2024

## Distribution
- Zakaria Bouti
- Mina Gajovic
- Victoire Song

## Accueil critique
- Dans les Cahiers du cinéma[2], Vincent Malausa écrit que le film « parvient à un état de grâce et d'équilibre entre ses énergies contraires - puissance de la richesse et puissances de l'imaginaire ».
- Elisabeth Franck-Dumas, dans Libération[3], note que « poursuivant son exploration aiguë des lieux ultracontemporains, Virgil Vernier met en scène un trio de paumés dans un Monaco vidé pendant les fêtes, sur les pas mélancoliques d’un jeune gigolo » et ajoute : « C’est un petit conte de Noël mélancolique, dans l’endroit le moins Christmas du monde. »
- Clarisse Fabre précise dans Le Monde[4]: « Dans Cent mille milliards, le sexe est évoqué lors de courtes scènes précédant les rapports, ou lors de discussions entre amis – moments d’anthologie avec de jeunes acteurs parlant plus vrai que nature. »
- Pour Nicole Gabriel (jeunecinema.fr)[5], « les interprètes sont d’autant plus convaincants qu’ils n’ont, d’évidence, aucune expérience de la caméra ».